# Guaraque (khu tự quản)
Guaraque là một khu tự quản thuộc bang Mérida, Venezuela. Thủ phủ của khu tự quản Guaraque đóng tại Guaraque. Khự tự quản Guaraque có diện tích 533 km2, dân số theo điều tra dân số ngày 21 tháng 10 năm 2001 là 8402 người.